# Пьонхан
Пьонхан (кит.: 弁韓; піньїнь: biànhán, бяньхань; кор. 변한, пьонхан; яп. べんかん, бенкан) або Пьончін (кит.: 弁辰; піньїнь: biànchén, бяньчен; кор. 변진, пьончін; яп. べんしん, бенсін)　—　один із трьох стародавніх південнокорейських племінних союзів самхан. Згадується в китайській хроніці 3 століття «Записи трьох держав». Займав територію на крайньому півдні Корейського півострова. Територія союзу охоплювала 12 країн:
| Корейською | Корейською | Китайською | Піньїнь        | Китайською |
| ---------- | ---------- | ---------- | -------------- | ---------- |
| Мірімідон  | 미리미동국 | 彌離彌凍國 | mílímídòng-guó | Мілімідун  |
| Чопто      | 접도국     | 接塗國     | jiētú-guó      | Цзєту      |
| Кочамідон  | 고자미동국 | 古資彌凍國 | gǔzīmídòng-guó | Гуцзімідун |
| Косунсі    | 고순시국   | 古淳是國   | gǔchúnshì-guó  | Гучуньші   |
| Панно      | 반로국     | 半路國     | bànlù-guó      | Баньлу     |
| Акно       | 악노국     | 樂奴國     | lènú-guó       | Лену       |
| Кунмі      | 군미국     | 軍彌國     | jūnmí-guó      | Цзюньмі    |
| Міояма     | 미오야마국 | 彌烏邪馬國 | míwūyémǎ-guó   | Міуєма     |
| Камно      | 감로국     | 甘路國     | gānlù-guó      | Ганьлу     |
| Куя        | 구야국     | 狗邪國     | gǒuyé-guó      | Гоує       |
| Чуджома    | 주조마국   | 走漕馬國   | zǒucáomǎ-guó   | Цзоуцаома  |
| Ан'я       | 안야국     | 安邪國     | ānyé-guó       | Аньє       |
| Тонно      | 독로국     | 瀆盧國     | dúlú-guó       | Дулу       |